# Š’ Ťün-ťie
Š’ Ťün-ťie (čínsky pchin-jinem Shí Jùnjié, znaky 时俊杰; * 17. listopadu 1980 v Tchien-ťinu, Čína) je bývalá čínská zápasnice – judistka.

## Sportovní kariéra
Bojovým sportům se věnovala od 11 let v rodném Tchien-ťinu. Ve 14 letech se zaměřila na judo pod vedením trenérky Wu Wej-feng (吴卫凤). V činské seniorské reprezentaci se prosadila až v roce 2005. Úspěšnou sezonu 2006 korunovala titulem mistryně světa v roce 2007. V roce 2008 však prohrála olympijskou nominaci s krajankou Sian Tung-mej a na olympijských hrách nikdy nestartovala. Sportovní kariéru ukončila se změnami pravidel v roce 2010.

## Výsledky
| Turnaj            | 2007 |
| Turnaj            | 27   |
| ----------------- | ---- |
| Mistrovství světa | 1.   |
| Mistrovství Asie  | 1.   |